# Philip D. Curtin
Philip De Armind Curtin (22 mei 1922 - 4 juni 2009) was een Amerikaanse professor aan de Universiteit van Johns Hopkins en een geschiedkundige met als specialiteit Afrika en de Atlantische slavenhandelroutes. Zijn meest bekende werk dateert uit 1969, dit was The Atlantic Slave Trade: A Census. Met dit werk werden er voor het eerst cijfers aangereikt die gebaseerd waren op grondig bronnenonderzoek over de trans-Atlantische slavenhandel. Door zijn bronnenonderzoek kwam hij op 9,566 miljoen Afrikaanse slaven die naar Amerika werden getransporteerd.
The Atlantic Slave Trade: A Census was niet zijn enige werk over Afrika, zo heeft hij ook nog Africa and the West: Intellectual Responses to European Culture (1974) geschreven en nog verschillende andere boeken.